# Jean Raoux (militaire)
Pour les articles homonymes, voir Jean Raoux.
Jean-Bernard Raoux, dit Jean Raoux, né le 23 mai 1916 Dellys en Algérie française et mort le 11 janvier 2004 à Paris, est un général de brigade de l'armée française, qui commença sa carrière pendant la Seconde Guerre mondiale et combattit en Indochine et en Algérie.

## Biographie
Jean Raoux s’est distingué particulièrement par ses connaissances en langue arabe, complétées par une licence ès-lettres. Il a fréquenté pendant sa jeunesse à Alger l'écrivain Albert Camus et eut également Jean Grenier comme professeur.
Le général Raoux est décédé à l'Hôpital d'Instruction des Armées du Val-de-Grâce, située dans le 5e arrondissement de Paris. Titulaire de six citations, dont deux à l’ordre de l’Armée,

## Formation
- Prépa Saint-Cyr à La Corniche (Alger)
- École Spéciale Militaire de Saint-Cyr, promotion Marne et Verdun (1937-1939)
- Breveté de l'École de Guerre (Doctorat en Défense Nationale sur la stratégie de défense américaine sous F.D. Roosevelt)
- Diplômé de l'École d’État-major
- Licence d'Arabe (Institut National des Langues et Civilisations Orientales)
- Licence d'Anglais
- Licence Es lettres

## Historique

### Seconde Guerre mondiale
- 1939 - Sous-Lieutenant - Affecté à la Caserne de Châteauroux, il a pour mission de former des réservistes avant la Bataille des Ardennes
- 1940 - Lieutenant - Il se bat dans les Ardennes pendant le Blitzkrieg
- Juin 1940 - Il est fait prisonnier par les Allemands et s'évade
- 1941 - Il rejoint en zone libre le 152e Régiment d'Infanterie
- 1942 - Il se marie à Clermont-Ferrand (alors en Zone Libre) avec Marie-Paule Solelis (28 mai 1920 - 5 octobre 2009) puis retourne à Alger
- 1942 - Il rejoint le 16e Régiment de Tirailleurs Algériens à Tlemcen et participe à la Campagne d'Afrique du Nord
- 1942 - Naissance de sa fille aînée Marie-Françoise
- Janvier - Mai 1943 : Il participe à la campagne de Tunisie contre les Allemands
- 1944 - Il commande une compagnie à la 1re demi-brigade de Zouaves
- 15 août 1944 - Il participe au débarquement de Provence à Cavalaire
- 20 novembre 1944 - Il participe activement à la libération de Mulhouse sous le Commandement du Général de Lattre de Tassigny et remonte jusqu'en Allemagne
- Février 1945 - Naissance de son fils Bernard
- 1945 sous les ordres du Colonel de Pouilly, il intègre la 1re Division Blindée à Besançon

### Indochine
- 1946 : Capitaine : 10e Promotion de l'École d'Etat-Major
- 17 décembre 1948 : naissance de sa fille Catherine (épouse Joannidès en 1972) à Besançon
- 1948-1952 : commandement en 1re R.M.
- 1952-1955 : nommé au Haut Commissariat de la France au Laos opérationnel en Cochinchine à la tête d'une unité de cambodgiens

### Algérie
- 1955-1958 : Ministère des Armées, officier de liaison avec l'armée britannique
- 1958-1960 : Chef de bataillon dans les Aures

### Suite
- 1964 : École supérieure de guerre
- 1966-1968 - Colonel : Commandement du 75e Régiment d'Infanterie de Valence
- 1969-1972 - Groupe d'organisation des manœuvres nationales à l'École Militaire à Paris où son fils Bernard, Sous-Lieutenant appelé le rejoint au Groupe de Recherche Opérationnelle de l'Armée de Terre
- 1972 - Nommé Général en Conseil des Ministres

## Missions diplomatiques
- Conseiller de Sa Majesté Norodom Sihanouk, Roi du Cambodge (guerre d'Indochine)
- Traducteur personnel en langue anglaise du Maréchal de Lattre de Tassigny (guerre d'Indochine)
- Guide de Graham Greene en Indochine en vue de la publication d'Un Américain bien tranquille (guerre d'Indochine)
- Conseiller de Sa Majesté Hassan II, Roi du Maroc (guerre d'Algérie)

## Décorations
|  |  |  |
|  |  |  |
|  |  |  |

### Intitulés
- Officier de la Légion d'honneur
- Commandeur dans l'Ordre national du Mérite
- Croix de guerre 1939-1945 (trois citations)
- Croix de guerre des TOE avec Palme
- Croix de la Valeur militaire avec Palme
- Médaillé du Corps expéditionnaire français d'Extrême-Orient (Viet-Nam, Laos, Cambodge)
- Médaillé des opérations de sécurité et de maintien de l'ordre en Algérie
- Chevalier dans l'Ordre du Mérite agricole
- Décoré dans l'Ordre du Million d'éléphants (Laos)

## Citations

### Campagne de Tunisie (citation à l'ordre de la division avec Croix de guerre)
« Jeune commandant de compagnie plein d'allant s'est distingué à maintes reprises en engageant son unité et particulièrement dans la vallée de l'Oued Kebir les 17 et 25 avril 1943, en installant dans des conditions difficiles ses canons à la base du feu. Par suite a rempli de nombreuses missions dans la plaine de Pont-du-Thas, les 27, 28 et 29 avril. A été rechercher sous un tir violent d'artillerie et d'infanterie le corps d'un chef de bataillon tué le matin. A continué pendant les combats du 9 au 12 mai (Nord de Zaghouan) à assurer des liaisons sous les tirs violents d'artillerie ennemie. »

### Campagne de France (après trois jours d'entrée en campagne)
« Jeune officier énergique et brave chargé le 27 septembre 1944 de couvrir avec sa section le déminage de l'axe M...- la ch... A effectué une progression en force de plusieurs kilomètres neutralisant les résistances successives ou les désignant aux chars et enlevant sa section dans un assaut final qui a laissé huit prisonniers entre ses mains. »